# صالح مرزوق (تريم)
'

تعديل مصدري - تعديل

صالح مرزوق هي إحدى قرى عزلة تريم بمديرية تريم التابعة لمحافظة حضرموت، بلغ تعداد سكانها 77 نسمة حسب تعداد اليمن لعام 2004.